# Torenia diffusa
Torenia diffusa är en tvåhjärtbladig växtart som beskrevs av David Don. Torenia diffusa ingår i släktet Torenia och familjen Linderniaceae. Inga underarter finns listade i Catalogue of Life.